# 1993年马来西亚联邦宪法修正案
1993年马来西亚联邦宪法修正案（英語：1993 amendments to the Federal Constitution of Malaysia）是一个对《马来西亚联邦宪法》第32、38、42、63、72和181条文所进行的修正。本次宪法修正案的目的是为了取消马来西亚王室的民事及刑事免控权。此前，宪法赋予了违反法律的马来统治者不可以被任何人在刑事法院起诉，除非陛下或殿下本人自愿放弃他的民事及刑事免控权。
这项宪法修正案也导致了王室与政府之间的关系恶化。在20世纪80年代后期和90年代初，一系列涉及马来统治者们和王室的争议事件出现了，其中许多事件都与几位政治家产生了利益冲突。1992年，柔佛州前苏丹苏丹依斯干达和殿下的儿子发生的两起伤人事件后，联邦政府开始着手草拟宪法修正案以取消统治者们的民事及刑事免控权。这也导致王室对政府不满，引发了一系列王室与政府之间的冲突。最后在双方的让步后，该宪法修正案于1993年1月在国会下议院通过，同年1月21日在国会上议院通过，并于同年3月30日正式执行。

## 背景

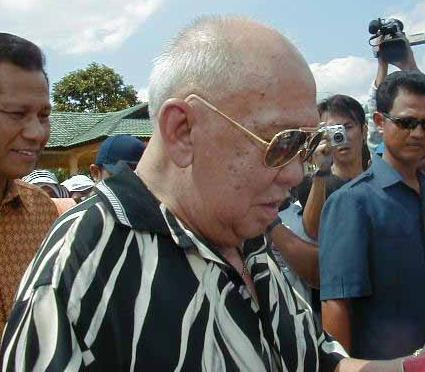
柔佛前苏丹：苏丹依斯干达

此前在1983年，时任首相马哈迪·莫哈末为削弱王室对政治的影响，开始对马来西亚王室进行“对抗”。马来西亚最高元首是轮任制，下一任将轮到霹雳州苏丹依德里斯沙二世，或者是争议的柔佛州苏丹依斯干达就职。马哈迪对这两位苏丹做出慎重保留。两位都是活跃的州统治者，而依斯甘达几年前曾涉及刑事案。于是，马哈迪试图先发制人，对新任的最高元首限制权力，在国会提呈宪法修正案允许国会通过的法案在最高元首没有同意的15天后自动同意生效。该提案也要移除最高元首宣布国家紧急状态的权力，并转至首相。当时的最高元首彭亨州苏丹阿末沙原则上支持这些提案，但后来他发现该提案也会让州议会通过的法案也会无需通过州苏丹自动批准而撤回支持。受到其他州苏丹的支持，最高元首拒绝同意已在国会轻松通过的宪法修正案。当民众意识到这个僵局，苏丹拒绝向政府妥协时，马哈迪发动集会来表示他受到公众支持。五个月后，马哈迪和苏丹同意妥协。最高元首仍掌有宣布国家紧急状态的权力，但如果拒绝同意法案，法案将会回到国会，再通过时将会无视最高元首的否决权。
在1993年以前，王室一直都享有民事及刑事免控权。一直到1992年7月，柔佛苏丹依斯干达殴打新山苏丹阿布巴卡学院钩球队教练道格拉斯哥美兹（Douglas Gomez）事件后，情况才出现了变化。1992年12月10日，联邦政府再次在马来西亚国会下议院提出针对王室的宪法修正案和动议，以取消马来统治者们的民事及刑事免控权。此次事件也恶化了本已紧张的王室与政府之间的关系。
王权不能凌驾法律。他们不可以杀害平民，也不可以打人。（汉译）

## 国会辩论
1992年12月10日，马来西亚国会的下议院召开一项特别会议，时任副首相嘉化峇峇提出削弱王权的宪法修正案动议，会议上政府也出示柔佛苏丹及殿下的两名儿子犯下的至少23宗攻击和误杀案“罪状”。
经过辩论后，当时总数180名国会议员中，共有133名议员支持修宪削弱王权，达成绝对多数（三分之二）的修宪要求。133名议员中包括131名来自国阵的议员和2名分别来自民主行动党及伊斯兰党的议员。而以前任财政部长东姑拉沙里为首的四六精神党，反对上述动议，认为有关动议不只会削弱王室，同时也会影响马来特权。最后，国会下议院议决苏丹依斯干达的殴人事件违反了马来西亚宪法精神和以君主立宪、议会民主为基础的国家法律。有关动议也阐明：“应采取必要的措施，以避免类似的案件重演。”

### 马来统治者会议的回应
马来统治者会议于1993年1月16日召开会议，该会议要求联邦政府重新考虑这个决定。经过长久的谈判后，联邦政府提出了设立一个特别法院，以让对统治者的提控可在这个特别法院审理，而非一般的民事或刑事法院。但一些统治者仍然对联邦宪法修正案保持不赞成态度，并声称执行特别法庭会给法律技术带来困难。
尽管统治者们反对，国会的下议院指出国会可在没有最高元首陛下的御准下通过并执行任何法案。这是因为早在1983年，联邦政府已通过《1983年马来西亚宪法修改案》，取消了法案需有最高元首的御准才可执行的条文，让法案可无视最高元首陛下的否决权下自动生效。
拟议的宪法修正案还赋予了平民批评统治者们的权利，甚至不用担心“煽动法”。此外，拟议的宪法修正案还试图限制统治者们赦免家庭成员的罪行的权力。“煽动法”修正案也允许公众对统治者提出批评，从此批评王室不再是一种罪行，但是不能扬言推翻统治者们。

## 媒体
政府掌控的媒体在1992年至1993年期间发布了一系列报告，批评了柔佛州王室成员和其他国家的其他王室成员提出的不当行为提出质疑，质疑他们奢侈的生活方式和滥用权力所获得所谓的让步和其道德权威等。这些媒体也特别针对彭亨州王室做出批评，据称他们获得了有利的木材林业特许权和木材林业所获得的异常高的份额。
此外，这些媒体也大幅度报道了伊斯兰教宗教领袖的观点，他们批评王室的过激行为，甚至将王室成员和平民在真主面前只是一样身份地位的“平民”。

## 反应
大部分非马来人的普通民众对政府与王室之间的纷争并不感兴趣。而以前任财政部长东姑拉沙里为首的四六精神党，反对宪法修正案的动议，认为有关动议不只会削弱王室，同时也会影响马来特权。民间支持苏丹依斯干达及反对政府的团体原本会在吉隆坡举行集会示威活动，但在联邦政府的强大压力和禁止下被迫取消。而联邦政府对集会的禁止和施予强大压力的做法也被支持苏丹依斯干达的人士批评联邦政府“违宪”。此外，他们也认为如果国会下议院强制通过本法案将会引发“宪政危机”。
1993年3月23日，时任马华公会总会长兼交通部长林良实对记者发言时说，修宪法案获得最高元首签署御准，反映了马来西亚各族人民的传统智慧，能把国家的利益高置于个人的利益之上。他说，这个事件可为每位马来西亚人民立下良好的榜样。林良实也说很高兴看到修宪事件在和平合理情况下圆满解决。

## 王室与政府的让步
尽管国会下议院已通过修宪修正案，可是马来统治者却激烈反对。于是于1993年3月，一份双方同意的宪法修正案出炉，当中有4个重点：
- 宪法第183条文阐明，在未获得总检察长同意的情况下，不得对王室成员的个人行为展开民事或刑事诉讼；
- 宪法第183条文也阐明，国家元首或马来统治者也可以提出诉讼，履行他们的公民权利；
- 所有与国家元首及马来统治者有关的案件，必须交由在宪法第181（2）及第182条文下成立的特别法庭审理；
- 在宪法第182（1）条文下，马来统治者理事会有权委任特别法庭5司当中的两位法官；
- 根据宪法42（12）（b）中条文，一旦国家元首或马来统治者或他们的家属被定罪，马来统治者理事会有权赦免其罪行。

联邦政府的让步，令大部分统治者都能够接受宪法修正案，而修宪动议最终于1993年3月提呈国会通过。

## 后续发展
1994年5月的另一项宪法修正案允许国会上议院和国会下议院通过的任何法律在30天内成为法律，无论最高元首陛下是否御准。新法案也进一步降低了最高元首的否决权。《1994年马来西亚联邦宪法修正案》也与《1983年马来西亚联邦宪法修正案》相同，引发了宪法危机。
《1993年马来西亚联邦宪法修正案》通过后发生了一些有趣的转变：1996年，一位新加坡人起诉彭亨州苏丹艾哈迈德沙阿诽谤，但却遭到特别法庭驳回，特别法院随后发表声明指出起诉一名统治者的权利只属于马来西亚公民。
1998年，雪兰莪州的东姑伊德里斯（后来的苏丹沙拉弗丁）在高等法院起诉一家名为Dikim Holdings的公司。但在1999年，当他的父亲苏丹沙拉胡丁阿都阿兹沙被选为马来西亚最高元首时，他同时也任命为雪兰莪州的摄政王。于是案件因“关于摄政王是否被认为是一位统治者”的课题被提交给联邦法院，而联邦法院回应否定。2001年，苏丹沙拉胡丁阿都阿兹沙去世，东姑伊德里斯登基为新任雪兰莪州苏丹。该案再次因有统治者涉入而被转交到联邦法院，法院同时裁定高等法院对该案失去审理权，案件必须在特别法庭撤回并加以归还。在这两种情况下，只有特别法庭才有权对统治者行使管辖权，无论他们是被告还是控方。
森美兰州前严端端姑查化成为第一位在特别法院被提控的统治者，而殿下也被要求解决拖欠银行的100万美元债务。